# 地球街道
『地球街道』（ちきゅうかいどう）は、テレビ東京系列ほかで放送されていたテレビ東京製作の紀行番組である。テレビ東京系列局と岐阜放送では2006年4月1日から2009年3月28日まで放送。

## 概要
毎回1人のタレントないしは文化人が自動車に乗り、日本国内外の道路をたどって旅をしていた番組である。基本的には旅の内容を2回に分けて放送していたが、過去の旅の番外編や1時間スペシャルを放送することもあった。
本番組でレギュラーを務めていたのはナレーターの中村雅俊のみであり、旅人役は全員ゲストだった。なお、中村雅俊自身が旅人役を務める回もあった。
2006年12月30日（土）と12月31日（日）には、FMラジオ局のInterFMで中村と亀井京子（当時テレビ東京アナウンサー）がパーソナリティを務める関連特別番組『中村雅俊が語る「地球街道」』が放送された。同特番では、2007年1月1日放送分からのエンディングテーマ「旅のしおり」が番組本編に先駆けて放送された。
2009年には、フランス観光開発機構が主催するフランス・ルポルタージュ大賞で第9回（2008年度）テレビ部門大賞を受賞した。
この番組は、テレビ東京系列ではトヨタ提供で放送されていたが、系列外の岐阜放送では岐阜新聞社がスポンサーを務めていた。また、テレビ東京系列局では番組放送当日12:25 - 12:30に関連ミニ番組が放送されていたが、岐阜放送ではこのミニ番組の放送が無かった。
この番組終了後、土曜22時台後半のトヨタ一社提供番組は日曜18:00枠から移動した『車あるんですけど…?』まで9年半途絶えた。

## 旅人
- 中村雅俊
- 田中美里
- 勝村政信
- 萩尾みどり
- 田中健
- 鶴田真由
- 宍戸開
- 林隆三
- 城戸真亜子
- 衣笠祥雄
- 星野知子
- 宮本亜門
- タケカワユキヒデ
- 石田ひかり
- 六平直政
- 高橋惠子
- 高橋克実

- 愛華みれ
- 間寛平
- 岡田武史
- 永島敏行
- 床嶋佳子
- 草刈正雄
- 野村真美
- 藤田朋子
- 高島礼子
- 千住明
- 村田雄浩
- 羽田美智子
- 生田智子
- いしだあゆみ
- 麻生祐未
- 西岡徳馬
- 古村比呂

- 黛まどか
- 朝加真由美
- 桜井幸子
- 東儀秀樹
- 稲垣潤一
- 水野美紀
- 紺野美沙子
- 辛島美登里
- 林征生
- チェリッシュ
- 西村和彦
- 中村江里子
- 雨宮塔子
- 三田村邦彦
- 近藤正臣
- 片山右京
- 山本太郎
- ほか

## スタッフ
- ナレーション：中村雅俊
- CAM：谷茂岡聡
- VE：吉原輝久
- EED：中村武
- MA：村田昌栄
- 技術協力：LOOP、3one
- 音効：中島克
- 音楽協力：テレビ東京ミュージック
- ＡＤ：野中和哉
- 演出：木村吉孝
- プロデューサー：大原潤三、松本博之
- 製作：テレビ東京、NEXUS

## エンディングテーマ
- 旅のしおり（中村雅俊、2007年1月1日 - 2008年6月28日）
- すみれ色の空に（中村雅俊、2008年7月5日 - 2009年3月28日）

## 放送局
| 放送対象地域   | 放送局         | 系列           | 放送日時                                                                                                | 備考       |
| -------------- | -------------- | -------------- | --- | ---------- |
| 関東広域圏     | テレビ東京     | テレビ東京系列 | 土曜 22:30 - 22:54 （2006年4月1日 - 2008年3月29日） 土曜 22:30 - 22:55 （2008年4月5日 - 2009年3月28日） | 製作局     |
| 北海道         | テレビ北海道   | テレビ東京系列 | 土曜 22:30 - 22:54 （2006年4月1日 - 2008年3月29日） 土曜 22:30 - 22:55 （2008年4月5日 - 2009年3月28日） | 同時ネット |
| 愛知県         | テレビ愛知     | テレビ東京系列 | 土曜 22:30 - 22:54 （2006年4月1日 - 2008年3月29日） 土曜 22:30 - 22:55 （2008年4月5日 - 2009年3月28日） | 同時ネット |
| 大阪府         | テレビ大阪     | テレビ東京系列 | 土曜 22:30 - 22:54 （2006年4月1日 - 2008年3月29日） 土曜 22:30 - 22:55 （2008年4月5日 - 2009年3月28日） | 同時ネット |
| 岡山県・香川県 | テレビせとうち | テレビ東京系列 | 土曜 22:30 - 22:54 （2006年4月1日 - 2008年3月29日） 土曜 22:30 - 22:55 （2008年4月5日 - 2009年3月28日） | 同時ネット |
| 福岡県         | TVQ九州放送    | テレビ東京系列 | 土曜 22:30 - 22:54 （2006年4月1日 - 2008年3月29日） 土曜 22:30 - 22:55 （2008年4月5日 - 2009年3月28日） | 同時ネット |
| 岐阜県         | 岐阜放送       | 独立UHF局      | 土曜 22:30 - 22:54 （2006年4月1日 - 2008年3月29日） 土曜 22:30 - 22:55 （2008年4月5日 - 2009年3月28日） | 同時ネット |
| 日本全域       | BSジャパン     | BSデジタル放送 | 木曜 22:30 - 22:54 （2006年4月6日 - 2008年4月3日） 木曜 22:30 - 22:55 （2008年4月10日 - 2009年4月2日）  | 5日遅れ    |